# Spaniens historie
Artiklen Spaniens historie handler om Spaniens historie.

## Tidlig historie (før 400 f.Kr.)
De første tegn på beboere på den Iberiske Halvø er fra ca. 33.000 år f.Kr. Under en udgravning i Atapuerca har man fundet rester fra Homo Antecessor, de første mennesker der bosatte sig i Europa.
Sammen med dette fund er der også fundet forhistoriske malerier i en grotte i Altamira i provinsen Cantabria.
De første civilisationer, man kender til, er dels et folk, der blev kaldt Iberere, som bosatte sig i den centraløstlige del af den Iberiske Halvø, og dels keltere, som var kommet fra Nordeuropa, og som bosatte sig i den nordvestlige del af halvøen i det, der nu er provinserne Galicien og Asturien. Sækkepibemusik, som kelterne indførte, er den dag i dag stadig udbredt i disse regioner. I starten af år 1000 f.Kr. kom fønikerne til den østlige del af den Iberiske Halvø, hvor de begyndte at handle med Ibererne og så småt koloniserede det, der nu er provinserne Murcia, Valencia og dele af Andalusien.

## Antikken (ca. 400 f.Kr.–400 e.Kr.)
Sammen med fønikerne kom handelsfolk fra Middelhavet: grækere og karthaginesere, der også bosatte sig på den østlige del af halvøen. I det 3. århundrede f.Kr. gik Rom og Karthago i krig mod hinanden i det, der blev kaldt de Puniske krige. Den Iberiske Halvø gik dermed fra at være et fredeligt bosættelsessted med mange handelsmuligheder til at være et strategisk punkt i denne krig. Karthago var den første magt, der begyndte en erobring af den Iberiske Halvø. Ibererne havde på det tidspunkt et godt forhold til Karthago, så de hjalp de karthaginesiske generaler, som f.eks. Hannibal.
I år 217 f.Kr. invaderede romerne den Iberiske Halvø, men det var først i år 19 f.Kr. under kejser Augustus, at den Iberiske Halvø var under romersk herredømme. Der var dog stadig visse modstandslommer i den nordlige zone (Asturias og Cantabria). En særlig kendt oprører er den iberiske leder Viriathus fra Lusitania (Portugal), der organiserede en effektiv modstand mod romerne, især omkring iberernes hovedstad, Numancia, som ligger i den spanske region Soria. Han blev dræbt af lusitanske forrædere. En anden stor helt fra Hispanias side var Corocotta, fra Cantabrien.
Det blev vanskeligt for romerne at erobre cantabrierne og de fleste af folkene fra den nordlige del af Hispania. Folkeslag som asturerne eller cantabrierne havde mødre, som hellere ville dræbe deres børn end lade dem blive "romaniseret". En legende fortæller, at Corocotta startede så mange oprør mod de romerske legioner, at kejser Augustus satte en dusør på 200.000 dinarer på hans hoved. Corocottas svar på dette var overraskende. Han præsenterede sig selv for kejser Augustus og bad om dusøren, da han jo havde taget Corocottas hoved med til kejseren. Augustus gav ham dusøren for hans mod og snilde. Fup eller fakta, de fleste historikere mener, at Corocotta døde i slaget ved Monte Medulio i det nuværende Peña Sagra, i Los Picos de Europa (Europa bjergenes tinder). Man skal huske på, at i den tid var befolkningen i Hispania så forskellige, at for eksempel cantabrierne ikke mente, at de var hispaniere, men kun cantabriere, det samme gjaldt deres naboer asturerne og baskerne.

## Middelalder (4.–14. århundrede)

### Visigoternes erobring
I slutningen af det 4. århundrede blev den iberiske halvø erobret af et germansk folkeslag, der blev kaldt for visigoterne. Visigoternes tilstedeværelse betød ikke fremskridt i folks levevilkår. I alt 33 konger nåede at regere.
Den iberiske halvø var kristen, siden romerne omvendte sig til denne tro under kejser Konstantin den Stores regering. Apostlen Sankt Jakob var en meget vigtig brik i den iberiske halvøs kristning. Han ligger begravet i Sankt Jakobs Domkirke i Santiago de Compostela i Galicien ("Santiago" er "Sankt Jakob" på spansk). Stedet blev et meget vigtigt pilgrimsmål i den kristne verden, og det betød store indtægter. I vore dage er det en af de tre hellige pilgrimsmåle i den Katolske Kirke. Visigoterne var arianere, men da Recaredo I (586-601) omvendte sig til den katolske tro, gjorde befolkningen det også.

### Muslimsk ekspansion
I år 711 e.Kr. var Ummayadekalifatet, der strakte sig helt fra det nuværende Pakistan til den vestlige del af Sahara-ørkenen, nået helt til Marokko og begyndte at krydse Gibraltarstrædet og besætte den sydlige zone af den iberiske halvø. Denne hær, der blev kommanderet af general Táriq Ibn Ziyad og Guvernøren af Tanger, Musa Ibn Nusair, bestod af 9.000 mand. Den siddende visigotiske konge Rodrigo I havde sine egne små borgerkrige, så hans fjender allierede sig hurtigt med de muslimske erobrere. Dette medførte kaos i Hispania, som ikke kunne hamle op med den lille, men velorganiserede muslimske hær. Rodrigo nåede at samle en hær på 15.000 mand, men muslimerne fik forstærkninger fra Marokko, primært af berbersk infanteri. Rodrigo mødte op til kamp med 15.000 mand mod 40.000 på den muslimske side. Dette slag er kendt som Slaget ved Guadalete og endte med Rodrigos død og et katastrofalt nederlag for den kristne hær. Det tog kun 5 år for muslimerne at erobre resten af det kaotiske visigotiske rige. I 716 prøvede muslimerne at trænge ind i Frankerriget, men det blev forhindret takket være den frankiske konge Karl Martells effektive forsvar. Samme år begynder "Den Kristne Generobring" (Reconquista på spansk) af den Iberiske Halvø, som kom til at vare 800 år.

### Den Kristne Generobring
Hele den iberiske halvø var erobret af maurerne (muslimerne), og der var kun nogle få modstandslommer i den nordlige del. Selve Generobringen begyndte med Slaget ved Covadonga i år 722, et bjergområde i det nuværende Asturien. Den kristne hær blev ledet af en visigotisk adelig fra Toledo, Don Pelayo og bestod af 300 mænd. Over for dem stod en hær ledet af en muslimsk kommandant ved navn Al-Qama. De kristne krønikeskrivere sætter antallet af den muslimske armé til over 180.000 mænd, selvom man nu ved, at den ikke var større end 1.400. Asturerene vandt, med kun 10 overlevende og Don Pelayo. Efter dette blev Kongeriget Asturien skabt. Som minde om dette blev der hængt et stort guldkors under en gammel romersk bro i Cangas de Onís. Dette blev Kongeriget Asturias våbenskjold, samt en halvmåne, som hængte nedad under korset, hvilket symboliserede den kristne sejr. Våbenskjoldet er bevaret i Asturiens flag, dog uden den nedadvendte halvmåne.
Efterhånden som den kristne generobring begyndte at bevæge sig sydpå, blev Kongeriget Asturien delt op i forskellige kongeriger og grevskaber, efter at Alfonso III den Store delte riget op mellem tre af sine fem sønner. De vigtigste var grevskaberne af Galicien, León og Kastilien, hvilket i det 10. århundrede blev til Kongeriget León. Senere hen blev grevskabet Castilla til et selvstændigt kongerige, og i det 12. århundrede blev også Portugal selvstændigt. Senere blev Kastilien og León til ét kongedømme. Karl den Stores "Marca Hispánica" (Den Spanske Grænse) skabte nye kristne kongeriger og grevskaber syd for Pyrenæerne: Kongeriget Navarra eller Pamplona, Grevskabet Aragón og Grevskabet Sobrarbe y Ribagorza.
Mange konfrontationer og tvister opstod mellem de to nye kongeriger, Navarra og Aragonien. I midten af det 11. århundrede erobrede Sancho III den Gamle de kastilianske grevskaber, Aragonien og Grevskabet Sobrarbe y Ribagorza. Ved hans død blev hans nye "imperium" delt op: Navarra blev marginaliseret af generobringen, kongedømmet fik en meget lille del; hans første søn Ferdinand I fik Kastilien og hans anden søn Ramiro I fik kongeriget Aragonien, hvilket gjorde, at Grevskabet Sobrarbe y Ribagorza forsvandt. Ramiro I af Aragonien nåede faktisk at få Navarra under Aragoniens herredømme, men den samling blev delt igen efter Alfonso I af Aragoniens død.
Efter et bryllup mellem Petronila af Aragonien (den eneste efterkommer af kongen af Aragonien) og Ramón Berenguer IV (Greve af Barcelona) blev de catalanske grevskaber, hvis hovedstad var Barcelona, og Kongeriget Aragonien forenet i statsdannelsen Aragoniens krone. Hovedstaden forblev i Barcelona. I år 1118 erobrede det nye rige Taifa herredømmet Zaragoza.
Store helte blev skabt på begge sider:
- El Cid[e]
- Vilfredo el Velloso[f] (Grevskabet Aragonien-Barcelona)
- Sancho III den Gamle (Navarra)
- Abd Al-Rahman ibn Muhammed, senere Kalifa Abd Al-Rahman III (Kalifatet Córdoba) ].

Man kan udlægge den store alliance, som de fem kristne riger havde (Aragonien, Kastilien, León, Navarra og Portugal), som succesfuld i modsætning til maurerne, der led under store interne stridigheder, lige fra mindre kampe mellem lavadelige til store kampe mellem stammer og dynastier. Store slag som Slaget ved Simancas eller Slaget ved Las Navas de Tolosa (mod den store kalifa Abd Al-Rahman III) forstærker dette synspunkt, og store erobringer af de kristne som Toledo (anført af Alfons VI af Kongeriget Castilla y León eller selve Kalifatets hovedstad, Córdoba, markerede den mauriske tilbagegang. I starten af det 14. århundrede stod kun det nye Kongerige Granada tilbage som eneste mauriske repræsentation på den iberiske halvø.

## Starten af det moderne Spanien (15.–16. århundrede)
I 1469 fandt et af de mest betydningsfulde bryllupper i den spanske historie sted. Det var mellem Isabella, søster til kong Enrique IV af Kastilien og prins Fernando, søn af Juan II af Aragonien. Da Juan II døde, blev Fernando konge over Aragonien, der nu havde under sit herredømme det nuværende Catalonien, Valencia, Aragonien (region), De Baleariske Øer, Sardinien og Sicilien. Aragonien havde på et tidspunkt også hersket over Athen, men kun for en kort periode. Det blev sværere for Isabella, der skulle kæmpe imod sin niece Juana la Beltraneja  for kronen i fem år, indtil hun i 1479 blev hersker over Kastilien og León, som Isabella I. Fra det tidspunkt blev Aragonien og Kastilien tæt knyttet, selvom det kun drejede sig om en arvings-union, for begge riger beholdt deres sprog, mønt, institutioner og grænser. Men det ville aldrig blive det samme igen i den Iberiske Halvø efter dette bryllup. Disse to monarker ville blive kendt som de Katolske monarker. Mange erobringer blev gjort under deres herredømme.
Efter 10 slagrige år blev Granada indtaget i 1492, hvilket gjorde en ende på "La Reconquista". Granadas sidste mauriske konge, Boabdil, nåede at flygte til Marokko. Kastilien og Aragonien var i krig med Frankrig, og Navarra var allieret med franskmændene. Det var den bedste undskyldning, de Katolske Konger kunne få for at erobre dette lille rige, hvilket de så gjorde i 1515. For første gang kunne man tale om "Spanien" som kongerige, kun Portugal manglede i dette projekt. Deres børns giftemål var en meget god måde at stifte store alliancer og gøre riget større.
- Isabella, deres første datter, blev gift med prins Alfonso af Portugal. Efter hans død blev hun gift med selveste kong Manõel I af Portugal.
- Deres eneste søn Juan blev gift med Magrethe af Østrig, men han døde kort efter at havde fyldt tyve år.
- Juana, der også blev kaldt "la Loca" (den Vanvittige), blev gift med Filip den Smukke af Burgund, søn af kejseren Maximilian I af Østrig.
- Maria blev gift med Manõel I ved Isabellas død.
- Katharina blev gift med kronprinsen af England, Arthur. Men da hun blev enke af denne mand, blev hun gift med hans bror Henrik, den senere Henrik VIII af England.

De Katolske Kongers fundamentalisme i den kristne religion gjorde, at over 180.000 jøder blev nødt til at forlade landet og gå i eksil. Muslimerne fik lov til frit at udøve deres religion i Granada-området, men i år 1502 blev alle muslimerne i landet tvunget til at lade sig døbe eller forlade landet. Dette skabte moriscoerne, som var muslimer omvendt til den kristne tro. Mange arkitekter var moriscoer, hvilket gjorde, at de nye kristne bygninger fik en vis maurisk stil i visse områder (kirker, rådhuse, osv.). Muslimske pirater havde stort set gjort det umuligt for handelsskibene at komme tværs over Middelhavet. De Katolske Konger ville sætte en stopper for dette og erobrede derfor de største "by-stater" fra Nordafrika, så handelsskibene kunne søge i sikkerhed. Melilla, Oran og Bugia var de største. Melilla er den dag i dag under spansk herredømme, sammen med Ceuta, som dengang var portugisisk. Fernando II var langt tilbage i sit stamtræ beslægtet med kongefamilien af Napoli, der dengang havde hele Syditalien under sig. Den franske konge Louis XII og Fernando mente så, at de havde ret til det kongerige, så sammen angreb de Napolis konge, Frederik IV. De vandt, men da de havde så store problemer ved at fordele territorierne imellem sig, opstod der krig mellem Frankrig og Spanien. Selvom spanierne var i undertal, vandt de krige takket være en vellykket strategi udtænkt af "el Gran Capitán" (den Store Kaptajn), Gonzalo Fernández de Córdoba. Nu hørte Napoli også under det voksende spanske rige.
Samtidig skete den største opdagelse til dato i hele den spanske historie. Christoffer Columbus  havde forgæves prøvet at overtale den portugisiske kongefamilie til at danne en ny handelsrute til de østasiatiske lande. Så prøvede han at overtale den spanske kongefamilie. Disse to riger var de eneste i Europa med en flåde i stand til at iværksætte et sådant storslået projekt. Da de Katolske Konger erobrede Granada, viste Isabella speciel interesse for projektet.
Med "Las Capitulaciones de Santa Fe" (kontrakten) blev Christoffer Columbus udnævnt til admiral, vicekonge og guvernør af de territorier, han opdagede, ligesom han kunne se frem til at få en tiendedel af gevinsten. Den 3. august 1492 drog Christoffer Columbus af sted med en flåde af bestående af tre skibe, Santa María, la Pinta og la Niña, med en besætning af cirka 120 mænd. Det blev ikke en nem rejse for Christoffer Columbus: Han kom ud for to mytterier, og hvis det ikke havde været fordi, de så land den 12. oktober, ville besætningen sikkert havde overtaget fartøjerne og rejst hjemad. De nåede frem til den lille ø Guanahaní (ved Bahamas) og døbte den San Salvador. Rejsen fortsatte sydpå til to større øer, som blev kaldt Cuba og La Española (Hispaniola), hvor de satte det første fort i Amerika, "El Fuerte de Navidad" (Julefortet). Christoffer Columbus rejste tilbage til Spanien for at fortælle den gode nyhed. Så drog han atter af sted til Karibien. Denne gang med en flåde på 15 skibe og 1.500 mand. Da de nåede frem, så de, at de ellers fredelige og handelsglade indfødte indianere havde skiftet mening om de nye invasorer, fort Navidad var forvandlet til aske. Christoffer Columbus udførte yderligere to opdagelsesrejser. Ved sin død i Valladolid i 1506 var han stadig sikker på, at han havde opdaget en ny rute til de østindiske øer, selvom flere på den tid begyndte at have den teori om, at Jorden var større, end man hidtil havde forestillet sig, og at der var et helt kontinent imellem Europa og Østasien.
Da Isabella I døde i 1504, skulle hendes datter Juana arve Kastilien sammen med hendes mand Filip, men eftersom hun (ifølge de registrer og historier, vi har af hende,) led af vanvid, blev hun i 1506 frataget tronen. En række regenter ønskede at overtage hendes plads (Fernando af Aragonien, ved hans død, Cisneros kardenalen) indtil hendes søn Karl blev myndig.
I 1516 var Karl i en alder af 16 år klar til at modtage en kæmpearv, som ville ændre verdenshistorien. Han blev født i Gent i Flandern, der dengang hørte under Habsburgfamiliens herredømme, men da han blev kronet som konge af Spanien med alle de territorier, det indebar, blev han nødt til at flytte dertil. Her blev han udnævnt til:
- Konge af Kastilien, León, og Navarra. – Juana I.
- Konge af Aragonien, Sicilien, Valencia, Mallorca og Sardinien. – Fernando II.
- Greve af Barcelona. – Fernando II.
- Hertug af Burgund. – Filip I.
- Hertug af Brabant og Lothringen, Limburg, Luxemborg og Gelderland. – Filip I.
- Greve af Artois, Flandern, Hainaut, Holland, Namen og Zeeland. – Filip I.
- Herre af Mechelen. – Filip I.
- Markgreve af Det Hellige Tysk-Romerske Rige. – Filip I.
- Konge af Napoli. – Fernando II.
- Ærkehertug af Østrig. – Maximilian I.
- Hertug af Steiermark, Krain og Kärnten. – Maximilian I.
- Landgreve af Alsace. – Maximilian I.
- Prins af Schwaben. – Maximilian I.
- Greve af Tyrol, Habsburg (Kanton Aargau), Görz, Ferrete (Haut-Rhin) og Kieburg (Kanton Zürich). – Maximilian I.
- Markgreve af Burgau. – Maximilian I.

De fleste af Spaniens indbyggere syntes ikke om deres nye hersker. For det første kunne han ikke sige et ord på kastiliansk (det officielle spanske sprog). For det andet ankom han med sit flanderske hof og adelige til Kastilien, hvilket på ingen måde godkendte de spanske adelige. Samtidig brugte han også ufattelige summer på at blive udråbt som den nye Tysk-Romerske kejser. Til sidst så det ud, som om at han havde bosat sig i Barcelona. Det var dråben for kastilianerne. Der opstod et oprør i Kastilien, imens Karl var på en rejse i Tyskland for at færdiggøre sin kroning som kejser. Det var kommunærerne, små adelige og bønder, som ville have, at Juana skulle komme tilbage som dronning over Kastilien og ikke den udlænding, som brugte alle Kastiliens penge på at få en titel. Det kom til at koste dem dyrt, for da Karl kom tilbage, var han allerede blevet kronet som kejser af det Tysk-Romerske Rige, og han havde kejserlige tropper, bestående af spaniere og tyskere, med tilbage. De blev slået i Slaget ved Villalar, og deres øverstkommanderende: Padilla, Bravo og Maldonado blev henrettet. I Valladolid blev Karl nødt til at gå under visse betingelser, hvis han ville blive ved med at være konge over Spanien, såsom at lære sig kastiliansk; stoppe med at give adelige titler til udlændinge for derimod udelukkende give dem til spaniere og vise mere respekt for hans mor Juana som var spærret inde i Tordesillas. Ved Maximilian I's død i 1519 blev Karl I af Spanien kronet som kejser af det Hellige Tysk-Romerske Rige i Frankfurt. Nu havde Karl to navne. Karl I af Spanien og V af Tyskland. Nu lå de tyske prinsestater også under hans krone samt dele af Norditalien, der også hørte med til det Tysk-Romerske Rige. Kun Frankrig stod imellem. Der skulle opstå endnu en borgerkrig mellem adelige og handelsmænd fra Aragonien, kaldt "Las Germanías".
Francis I af Frankrig startede store krige imod den spanske konge. Han var meget interesseret i at erobre den nordlige del af Italien, specielt hertugdømmet Milano. Dette var utåleligt for Karl, som slog Francis i slaget ved Pavia. Francis blev taget som gidsel og blev ydmyget sat i fængsel i Madrid. Han måtte betale en kæmpe sum penge for at blive løsladt. Milano kom i mellemtiden under det spanske imperium. Problemerne med Paven var også store, så i 1527 indtog hans tropper Rom, og Pave Clemens VII blev taget som gidsel, men han blev løsladt kort efter. Karl måtte se frem til borgerkrig i Tyskland på grund af udbredelsen af den protestantiske tro. Karl prøvede at få problemet løst på diplomatisk vis, bl.a. med Trento-Koncillen for kristendommens enhed, men det var for sent. De protestantiske ledere blev slået i Slaget ved Mühlberg, men protestantismen forblev alligevel i en stor del af den tyske befolkning, hvilket Karl ikke kunne stille noget op imod. Store slag udkæmpedes også mod det voksende Osmanniske Rige, som nåede at sætte Wien under belejring.
Karl I lavede et nyt regiment ved Hærens Reform i 1534, som blev kaldt for "Tercio", en tredjedel, hvis man oversætter det. Dette nye regiment bestod af professionelle soldater, hvilket gjorde dem meget mere frygtløse og effektive. Man ved ikke, præcist hvor navnet stammer fra, måske fordi de var 3.000 mænd i hver tercio i starten, måske fordi hver region måtte betale en tredjedel af skatten til deres tercio, eller måske at de normalt blev delt op i tre ved hvert slag. Dette regiment blev en meget vigtig brik i de spanske erobringer. Deres store effektivitet, umenneskelige disciplin og knuselige taktik gjorde, at meget få kunne hamle op med den spanske armé indtil slutningen af det XVII århundrede. Frygtede verden over, blev disse nye tropper meget vigtige for de kommende spanske konger. Det var for det meste spaniere, der var med i den spanske hær, hvor i den professionelle næsten var udelukkende for dem, ellers var der tyske tropper fra kejserdømmet. De skiftede meget rundt i deres opstilling, men et resumé af deres formation var: 10 kompagnier, 8 af lanseknægte og 2 af flintebøsseskytter, af 300 mænd hver. Hvert kompagni havde en kaptajn, en fændrik som fanebærer, en sergent og 10 korporaler der kommanderede 30 mænd hver. Der var også kvartermestre, feltpræster, musikere... Alle under ordre fra feltmarskallen (som regel en adelig) og, under ham, øverst sergenten. De plejede at stille op til kamp i firkantsformation, med flintebøsseskytterne yderst og landsknægtene inderst, indtil fjenden var tæt nok på, at de blev nødt til at skifte position. Tercierne havde artilleri og nogle gange kavaleri med sig. Religionen var meget vigtig for spanierne i tercierne. De knælede ved slagmarken før et slag for at bede en Hil Dig Maria eller en bøn til Santiago (Sankt Jakob), Spaniens skytshelgen. En anden grund til, at de var så frygtindgydende, var, at de lavede alle deres bevægelser i ypperste stilhed. Soldaterne måtte kun skrige, lige før de kom i kamp med fjenden "Santiago!" eller "Viva España!". I modsætning til de fleste af deres modstandere, der næsten altid prøvede at skræmme fjenden, så de spanske hære ud til bare at være en stor kampmaskine, der kom, bad, sloges og vandt de fleste af gangene.
I mellemtiden var koloniseringen af Amerika i fuld gang. Spanien kontrollerede stort set hele Karibien og var nu klar til at fortsætte erobringen i Mellemamerika. De fleste af dem som var med i erobringerne kom enten fra Andalusien eller fra Extremadura, fra dette sidste kom de to kendte conquistadorer Francisco Pizarro og Hernán Cortés. Det var to mest fattige regioner i Spanien, så folk emigrerede med store forventninger til den Nye Verden for at få rigdom. Hernán Cortés havde en hær på kun 500 mand, men det blev ikke et væsentligt stort problem for dem at erobre Aztekerriget med tusindvis af krigere, men det blev mest takket være to faktorer: aztekerne var meget upopulære mellem de nationer de selv havde erobret, nogle af dem så de nye invasorer som gudernes velsignelse (aztekerne som en forbandelse) og allierede sig med spanierne for at få knust aztekerne, de fleste af dem tlaxkaltekere. En anden grund var den supreme krudt teknologi som spanierne havde med sig og som gjorde aztekernes flintestens økser nytteløse. Indianerne havde heller aldrig set heste før, hvilket skræmte dem, de troede at manden og hesten var ét. Efter flere kampe blev aztekerne slået ved slaget i Otumba og Tenochtitlán (Aztekernes hovedstad) blev udryddet ligesom dens befolkning. Francisco Pizarro erobrede Inkariget med endnu færre mænd end Cortés, med cirka 200. Han udnyttede også den interne borgerkrig der var i dette kejserdømme, for at få kejser Atahualpa sat af tronen. Atahualpa blev snydt efter at have givet en ufattelig mængde guld og sølv til spanierne og blevet døbt, og blev hængt. Det siges at Pizarro græd ved hans begravelse (Pedro Pizarro fortæller: "Jeg så markisen græde"). Mange andre ekspeditioner blev lavet efter disse, bl.a. Francisco de Orellana eller Gonzalo de Mendozas ekspeditioner, i koloniseringen af det nuværende Chile, Argentina... De nye territorier ville hedde "Nyspanien" og "Vicekongedømmet i Peru". Samtidig fuldførte Juan Sebastián Elcano den første rejse rundt om kloden, startet af Fernando Magallanes (Ferdinand Magellan). Spaniens magt og udvidelse så ud til at være uovervindelige.

## Det Spanske Imperium (16.–17. århundrede)
Karl I abdicere i 1556 som konge og kejser og beslutter sig for at ende sine dage i Yuste Klostergården i Cáceres, Extremadura. Hans bror Ferdinand arver Østrig og dermed kejsertitlen over det Tysk-Romerske Rige og hans søn Filip arver resten af territorierne under den spanske krone. Filip II af Spanien, som han ville hedde, blev også konge over England da han nåede op til kronstolen, takket være hans bryllup med "Bloody Mary", Marie I af England. Dette ville kun vare til år 1558, da hun døde, hvilket også udgjorde hans udgang som konge over englænderne. Spanien udløste store krige mod Frankrig (det begyndte så småt at blive en ærkefjende) som ville ende med en vedligeholdelse af hver deres territorier. Et af de største slag der blev stift mellem Spanien og Frankrig var slaget ved San Quintín, hvor Spanien var ledt af hertugen af Savoyen med en hær på 11.000 mænd, imod de franske styrker, der var ledt af hertugen af Montmorency med en hær på 24.000 mænd. Spanien vandt (med kun 300 døde, på franskmændenes side blev det 15.000 døde) og nåede at sætte Paris under belejring i år 1558, hvilket tvang franskmændene til at skrive under på en fredstraktat.[kilde mangler] Filip II havde lovet Gud at bygge et stort Guds Hjem og en lille ydmyg bolig i det, til kongen, hvis han vandt slaget. Det gjorde han, så han begyndte straks at bygge Klostergården San Lorenzo de el Escorial, hvilket blev færdigbygget i 1584. Efter dens bebyggelse, blev hovedstaden sat i Madrid på grund af El Escorials tæthed med byen. Man mener at den ellers ville være blevet sat i Lissabon.
Filip II blev konge over Portugal efter en kort krig (takket være hertugen af Alba) som han havde ret til som søn af Isabella af Avís, sammen med en af den døde konge af Portugals nevøer. Hele det portugisiske kongedømme gik under det spanske herredømme af Filip II. For første gang var hele den Iberiske Halvø samlet under ét flag.
 Tumult og oprør i Holland eller de Forenede Nederlande imod det spanske herredømme, udløste starten af Firsårskrigen, som ville forårsage store problemer for Spanien og hovedpiner for Filip II. Han sendte sin mest suveræne general derhen, hertugen af Alba, som ville udløse blodige slag og erobringer imod Vilhelm den tavse. Disse tumulter var grundlagt af den store had der opstod mellem katolikker og protestanter (kalvinister i sin størstedel) og, efter som Filip II var et slags overhoved for katolicismen, lavede de oprør imod de spanske styrker. Filip II satte sig i spidsen for de katolske lande i kampen om at få den kristne kirke enet igen. Han var meget intolerant og radikal med sin katolske tro og havde nogle gange problemer med selve Paven. Inkvisitionen og dens umenneskelig barske metoder blev forstærket i hans tid.
Han stiftede mange slag imod det Osmanniske Rige, især ved Middelhavet. Slaget ved Lepanto, hvor den Hellige Liga slog den osmanniske flåde, satte en stopper for det osmanniske herredømme i Middelhavet. Filip prøvede også at invadere England i 1588, imod Elisabeth I af England, hvis korsarer som plyndrede de spanske skibe fyldt med guld fra Amerika og hjælpen de gav Holland i sin krig mod Spanien, var ved at gå på nerverne af Filip II. Han startede med at bygge en flåde i 1578 og sluttede den i 1588, året hvor han angreb England. Denne Spanske Armada nåede til Tamesis floden, men blev til sidst ødelagt på grund af en orkanstorm. Alonso Pérez de Guzmán el Bueno y Zúñiga gav agt på stormen: "Jeg er ikke kommet for at kæmpe mod elementerne". Da englænderne jo havde store chancer i havet efter dette, lavede de den såkaldte "Kontraarmada", for at prøve en erobring af samme stil i Spanien. Kontraarmadaen blev slået af spanierne i La Coruña og derefter i Lissabon, hvorefter Elisabeth I måtte skrive under på et fredstraktat som gik under Spaniens betingelser i 1602 i London.
I mellemtiden udvidede Spanien sig med hastige skridt i Amerika. Mange uretfærdigheder blev gjort imod de karibiske og mellemamerikanske indianere, så da evangelisationen begyndte at træde fast i Sydamerika blev al misbrug af indianerne forbudt. Mest takket være en dominikansk munk som hed fray Bartolomé de las Casas. Indianerne fik lov til at være selvstændige, hvilket indbegik at kunne blive fanget som slaver, eller omvende sig til kristendommen og dermed få det spanske statsborgerskab. De fleste modtog kristendommen med åbne arme og de religiøses (især jesuitterne) stærke forsvar og beskyttelse af indianernes rettigheder, gjorde at spanierne så småt begyndte at komme sammen med indianerne. Filippinerne blev opdaget af Legazpi og Urdaneta. Disse øer blev opkaldt efter Filip II. Spanien havde nu sit maksimale punkt af udvidelse, og det er hidtil historiens største imperium nogensinde. I de sidste 10 år ville den spanske økonomi gå igennem en stærk krise og i de sidste to år af Filip II herredømme gik Spanien bankerot.
I 1598 dør Filip II og hans søn Filip III træder til som konge. Filip III var en mand uden en høj grad af intelligens og uinteresseret i politik. Derfor, lod han hans mest trofaste adelig, Hertugen af Lerma, styre regeringen og den udenlandske politik i hans navn. Han ville få titlen og ville blive husket med navnet "Valido". Spanien gik igennem en kæmpekrise økonomisk set. Den største grund var at Spanien brugte alt for mange penge i krige som aldrig blev til noget imod Frankrig og de protestantiske stater (Holland og England). En anden grund der også havde stor skyld af at Spanien undergik bankerot var kongernes uvidenhed om den nye men meget nyttige merkantilisme. En masse rigdomme kom fra Amerika, men da kongerne kun benyttede sig af dem og blev afhængige af dem, glemte de at forstærke den nationale industri, agrikultur og kvægavl som blev forladt og importeredes fra udlandet.
Krigene i Flandern imod Holland forblev voldsomme og uden en sikker vinder. Takket være englændernes hjælp kunne hollænderne forsvare sig og gøre livet surt for tercierne der kæmpede i disse lande. En ny øverstkommandant i de spanske rækker i Nederlandene, Ambrosio de Spínola, udkæmpede store kampe og er kendt for alle de belejringer han kunne styre på én gang uanset hvor store anstrengelser Morits af Nederlandene udgjorde for at stoppe ham. Spínola var en af de største marskaler Spanien har haft, sammenlignende med Hertugen af Alba eller Den Store Kaptajn. Kun den nye bankerot i 1607 satte en stopper for hans fulde erobring af Holland. I 1609 bliver der stift en våbenhvile mellem Spanien og Holland. Denne våbenhvile ville vare 12 år, og i den tid ville Spanien "samle kræfter", sætte orden i sin økonomi og forstærke hæren til den sidste store krig hvor Spanien ville stille op som ledende styrke. I 1618 erklærer Spanien krig imod Den protestantiske union og starter hermed Trediveårskrigen, efter anmodning fra Østrig og Den Katolske Liga.[kilde mangler]
I 1621 dør Filip III og overlader tronen til sin søn Filip IV. Ligesom sin far, udviser han heller ikke stor interesse over for politik. Til gengæld var Filip IV meget interesseret i kunst, hvilket gjorde ham mæcen af en kæmpesamling kunstværker. Med hensyn til politikken skiftede Filip IV hans "valido" ud med Grev-Hertugen af Olivares. Han ledte stort set alt med hensyn til Trediveårskrigen. Spanien klarede sig fint og dominerede krigen de første 25 år hvor de satte mest pris på at erobre Holland, men hjalp også til med kampene i Tyskland. Spínola blev en meget vigtig brik i Spaniens slag mod hollænderne. Man kan for eksempel udpege indtagelsen af Breda. Den eneste store trussel Den Katolske Liga skulle se op til blev indblandingen af Danmark i krigen. Christian IV var en af de eneste (for ikke at sige den eneste) der ikke havde økonomiske problemer. Men nederlaget imod den kejserlige general Albrecht von Wallenstein i Slaget ved Dessau Brogen og igen ved Lutter am Barenberg, fjernede den trussel. Den protestantiske union var nu meget svag, Frankrig havde igen borgerkrige med huguenotterne og håbet om at Holland ville generobres blomstrede i Madrid. Grev-Hertugen af Olivares sagde:
"Gud er spanier, og han er på vores side i disse dage"
Så let ville det ikke gå. En række uheld og nederlag satte Spanien i problemer. Efter Slaget ved Rocroi ville tercierne i Flandern miste deres berømmelse som frygtløse soldater takket være kardenal Jules Mazarin store propaganda i Frankrig om spaniernes endelige nederlag. I den Westfalske fred skrev Spanien under på at de indrømmede, at de Forenede Nederlande var et frit land og at de ville trække sig fra Taiwan og samtlige øer i Karibien. Samtidig opstod der oprør i Katalonien, Napoli og Portugal. Oprørerne i Katalonien og Napoli undertrykkede man, men krigen mod Portugal på samme tid med krigen mod Frankrig kunne Spanien ikke stå imod for med deres svage økonomi. Derfor, efter Slaget ved Villaviciosa, trådte Portugal officielt ud af det Spanske Rige. Krigen mod Frankrig endte midlertidigt med at Spanien måtte give Rosellón og Cerdaña til franskmændene. Spanien var nu slidt op, folket var fattigt og sultede og kongen kunne næsten intet stille op med den økonomiske krise. Frankrig havde nu overtaget positionen som øverste magt. Spanien ville i de kommende år genopstå, men aldrig med den magt, hæder og store bedrifter spanierne var så vandt til i fortiden.

## 18. og 19. århundrede
Filip IV sønner ville alle dø, undtagen én, Karl. Karl II "Den Forheksede" ville være den levende konsekvens af den svage blodarving kongefamilien kunne give videre. Blandt andet var hans far bror til hans mormor. Han var både fysisk og psykisk syg, selvom der er nogle der mener at han en gang imellem havde gode idéer og havde endda humor. Alligevel havde han ingen personlighed, så det var nemt for enhver at udgøre sin vilje med ham. For eksempel blev det meget overraskende at han udvalgte som sin efterfølger Filip af Anjou, som var af Huset Bourbon familien, og ikke én fra Huset Habsburg. Derfor, ved hans død i år 1700, forlangte Habsburgerne den spanske trone med den undskyldning at, kongen ikke havde skrevet sit testamente under egen fri vilje. Dette udløste den Spanske Arvefølgekrig, som ville vare fra 1701 til 1714. Denne krig ville ende med at, Spanien måtte overgive alle sine europæiske territorier til England, Østrig, Frankrig, osv. ifølge traktaten i Utrecht Freden, undtagen den nøjagtige spanske del (nuværende Spanien), selvom Gibraltar og Menorca gik til England. Nu havde Spanien for første gang en fransk konge, på betingelsen af at Frankrig og Spanien aldrig ville blive regeret af den samme konge.
Filip V fulgte også med i moden af "ikke-entusiastiske-konger". De fleste af de politiske beslutninger blev taget af hans ministre. Filip V ankom med nye idealer fra det franske hof. For det første ankom han til Spanien med kastilianernes anerkendelse men med aragonernes usympati mod hans person. Han havde allerede en idé om at centralisere regeringen i Spanien, og da han ikke var særlig populær mellem katalanerne, aflyste han alle de selvstyrende retsområder i Aragonien og resten af Spanien. Kun Navarra og Baskerlandet fik lov til at beholde deres traditionelle retsområder eftersom de havde vist trofasthed til ham i den Spanske Arvefølgekrig. Et eneste kastiliansk folketing ville stå i Madrid og som efterhånden ville begynde at modtage de arogonske folketingsmedlemmer. Filip V var fast sat i at gøre Kastilien og Spanien ét. Det ville have konsekvenser som man endnu nu i dag kan mærke. Spanien havde ellers altid været unionen af de Fem Riger. Sammen med det store centralisationssystem og den franske absolutisme, indførte Filip V den Saliske lov i den spanske kongefamilie. Disse gerninger med tvivlsom effektivitet og nytte ville blive modvirket af en række reformer og byggerier. Filip V forfremmede statens indblanding i økonomien, som hjalp betydeligt landbrugen og indviede de såkaldte kongelige fremstillingsvirksomheder. I slutningen af hans herredømme havde Spanien lavet et stort fremskridt i økonomien. Ligesom hans bedstefar Ludvig XIV satte kongen meget stor pris på kunst og kultur. Filip V anbragte mange romerske skulpturer fra Kristina af Sverige for at dekorere det nye palads i La Granja. Et andet stort projekt var at genopbygge det kongelige palads i Madrid. Kongen udskifter de nu forældede tercier for et nyt infanterisystem med brigader, regimenter, bataljoner, kompagnier og eskadronner. Hærens uniformer blev skiftet ud, artilleriet blev forbedret, osv. Men den vigtigste genopbygning eller reform blev den nye "Spanske Armada", som ikke ville opnå den samme monopol af havene som den havde haft før, men som ville blive en respektabel skibsflåde i de næste 100 år. Skibsværfterne ville også blive fornyet, nye skibe ville komme i brug og fæstningerne forstærket.
Filip V af Spanien ville blive efterfulgt af hans søn Fernando VI eller Ferdinand VI af Spanien, som ville være en videreførelse af reformerne hans bror udgjorde samt hans politik. Da Fernando VI døde i 1759 kom hans bror, Karl III af Spanien, til at regere. Karl III var konge af Napoli og Sicilien, men efter hans brors død, blev han kronet som konge af Spanien, og måtte dermed efterlade kronen til hans tredje søn, Fernando. Karl blev en meget aktiv konge i alle områder (i modsætning til hans forfædre) og meget opsat på at modernisere Spanien ifølge de nye teorier fra Oplysningstiden. Spanien indgik mange alliancer med Frankrig, eftersom kongerne jo var beslægtet. Hermed trådte Spanien også med ind i Syvårskrigen. Spanien måtte overgive Florida til briterne og territorier ved den Mexicanske Golf. Louisiana gik til Spanien samt Habana og Manila som var blevet erobret af Storbritannien. Men i 1781 generobrede Spanien med et lynangreb de to Floridaer og i 1782 Menorca. Spanien hjalp også de tretten oprører kolonier imod Storbritannien som ville blive til USA, sammen med Frankrig.
Karl III havde som minister grev Esquilache, som satte mange nye projekter i gang, bl.a. at liberalisere landbrugshandelen, hvilket gjorde at priserne steg en del. Men dråben for spanierne blev renoveringen af kapperne og hattene mellem borgerne. Korte kapper og trekantede hatte. Der blev lavet et oprør imod Esquilache, men uden stor succes. Efter dette oprør, satte kongen for alvor projekterne i gang:
- Forstærkelse af statens autoritet overfor Kirken, jesuitterne bliver bortvist fra alle de spanske territorier.
- Undervisnings reform hvor man danner folkeskolerne, nye kongelige universiteter, forskningsskoler, teknikskoler...
- Alle beskæftigelser er ærbare.
- Liberalisere økonomien, handelen i Amerika med de spanske havne og kornets pris.
- Romaerne får det spanske statsborgerskab, hvorefter de ikke længere må kaldes for "sigøjnere", men må afskaffe sig deres måde at leve på for at opnå det.
- Sætte gang i koloniseringen af nye territorier igen.

Disse reformer hjalp meget den "utætte" spanske økonomi og folket i visse områder. Karl III satte også store bygningsværker i gang, især i Madrid, hvor han bl.a. lavede mange porte, såsom "La Puerta de Alcalá". Pradomuseet og den Botaniske Have som blev indviet samt en række hospitaler. Karl III er også kendt som "Madrids bedste borgmester".
Karl III blev efterfulgt af sønnen Karl IVs som forsøgte at fortsætte hans fars projekt, hvilket han gjorde indtil Den Franske Revolution. Efter den hurtige udbredelse af de nye revolutionære idealer i Europa, blev Karl meget mere konservativ. Folketinget blev afskaffet og ingen måtte komme ind eller ud af Spanien. Det viser sig at det åbenbart var den perfekte opskrift til at ingen af de revolutionære idealer fra Frankrig satte kongekronen på spil.
Manuel Godoy blev hurtigt noget vigtigt ved Det Spanske Hof, man mener at han og dronningen var kærester. Godoy forsøgte at gøre Spanien til Hersker Over Havene igen, hvilket Storbritannien hele tiden satte en stopper for.
Efter at Ludvig XVI af Frankrig blev halshugget og at Spanien tabte Trinidad og Puerto Rico til briterne blev hans fald. Da Napoleon kom til magten i Frankrig, blev Godoy genindsat i hans gamle ministerplads. Han lavede en alliance med franskmændene og erklærede krig mod Portugal (Storbritanniens største allierede på fastlandet) og Storbritannien igen. Godoy lod den franske hær gå tværs over Spanien for at invadere Portugal og gav den franske stat lov til at styre den nu store spanske flåde efter deres vilje. Dette blev en sand katastrofe for den spanske flåde, nu under kommando af franske admiraler, såsom Villeneuve, og den franske hær begyndte så småt at sætte sig tilpas i de spanske territorier. Hvis det ikke var nok, måtte Spanien igen finde løsningen på et nyt statsbankerot, men eftersom der ingen reformer blev lavet takket være frygten af en "spansk revolution", tog det længere tid at normalisere situationen. Imens tabte den spanske flåde sammen med franskmændene Slaget ved Trafalgar imod briterne. I marts 1808 udløste sig det man kender som Mytteriet i Aranjuez, hvor kongerne holdt ferie i deres sommerpalæ. Godoy blev taget som gidsel og kong Karl blev nødt til at abdicere i hans søn Ferdinand eller Fernando. Napoleon var ikke glad over dette, så han samlede Karl IV og hans søn Fernando så de stiftede fred imellem sig, og sætte hans bror Josef Bonaparte ind som konge af Spanien.
Josef var under ingen omstændigheder populær mellem den spanske befolkning og kun en lille del "forfranskede" satte pris på ham. Alligevel nåede han kun at regere i kort tid. Den 2. maj 1808 fandt "Madrids Opstand" eller "Den 2. Majs Opstand" sted. Dette ville blive begyndelsen på Den Spanske Selvstændighedskrig eller Befrielseskrig, hvor Storbritannien og Portugal hjalp spanierne med at opnå Spaniens selvstændighed og Fernandos kroning. I 1812 blev den første spanske grundlov lavet i Cádiz.
Fernando VII, også kendt som "Den Eftertragtede", lovede at respektere de "forfranskede" og et liberalt regime tilsvarende til Cádiz grundloven. Da han bliver kronet blev alle dem der betragtedes som "forfranskede" bortvist fra Spanien. Grundloven ville ikke blive respekteret og Fernando ville blive mere absolutistisk end nogen anden konge før ham. Et oprør af oberst Riego i Las Cabezas de San Juan ville bringe tre år hvor kongen måtte adlyde grundloven. Men i år 1823 hjalp Den Hellige Alliance Fernando VII med at komme tilbage til tronen med sine absolutistiske metoder. Hæren de sendte ville blive kaldt "Sankt Ludvigs Hundrede Tusind Børn". Katalonien ville igen blive holdt ude af den spanske stat repræsentationsmæssigt og kun Kastilien repræsenterede Spanien, ifølge Fernando. Spanien havde igen økonomiske problemer, og selvstændighedskrigen af de amerikanske kolonier var kun med til at forøje den.
I 1833 dør Fernando VII uden en søn som efterkommer. Den Saliske lov var jo i brug efter at Filip V indsatte loven, men i Fernando VII's testamente var der blevet lavet en ekstraordinær undtagelse, den såkaldte "Pragmática Sanción". Isabella II, hans ældste datter arvede kronen af Spanien. Dette var Kirken og de adelige imod, de insisterede på Fernandos bror Karls kroning. Der var tre borgerkrige i det XIX århundrede, nu kendt som "De Karlistiske Krige", men som altid blev vundet af den isabellinske/liberalske part. Resten af det XIX århundrede ville være et sandt kaos i Spanien. Progresister, liberaler, unionister (progresister og liberaler sammen), republikanere, moderater, konservative, demokrater... ville indtil det XX århundrede skabe nye grundlove (optil 3 efter Cádiz grundloven), krige, oprør, nye konger (Amadeus 1. af Savoyen; efter Topete, Serrano og Prim's succes i 1868 revolutionen for at detronisere Isabella II), politiske systemer (bl.a. Spaniens Første Republik, 1873-1874), osv.
I 1874 erklærer General Martínez Campos Alfonso XII, søn af Isabella II, som konge af Spanien. Man kan understrege af hans regime; krigene i Afrika, hvor Spanien kæmpede sig frem i Marokko og Vestsahara; det som man kender i Spanien som "Den Fredelige Tur", hvor det liberale og det konservative parti skiftedes til at regere, uanset valgets resultat og krigen i 1898 mod USA, hvor Spanien tabte sine sidste territorier i Amerika og Filippinerne. Man kender dette tidspunkt som "98'er Krisen". 

## 20. og 21. århundrede
I 1885 dør Alfonso XII. Dronningen er gravid, og den fremtidige Alfonso XIII bliver født i maj 1886. Hans dømme betegnes for at have en hård undertrykkelse af folket og en splittelse af den under hans regering, som var delt op i anarkister, kommunister, socialister, regionalnationalister (katalanere og baskere i sin størstedel) og de konservative (privilegerede i sin størstedel). Alfonso XIII havde aldrig vist stor interesse i at blive konge, så det er ikke overraskende at han støttede Primo de Riveras idé om at give ham fuld magt og styre, men også hjalp ham med at opnå det. Riveras diktatur havde mange ligheder med den italienske fascisme. Diktatoren sagde op i 1929 da ingen bakkede ham op længere. Kongen kom tilbage, men han måtte se i øjnene, at ingen støttede ham. Den 14. april 1931 forlod Alfonso XIII Spanien og Spaniens Anden Republik kom i stedet.
Spaniens Anden Republik ville være under det republikansk-socialistiske partis regering fra 1931 til 1933. De venstreorienterede lavede mange reformer i landbrugen og også i hæren, hvor mange officerer blev skiftet ud. Alle skoler blev offentlige og også de fleste institutioner. Staten og Kirken blev adskilt, Jesuiterordenen blev ulovlig og en ny ureligiøs form for undervisning kom i brug. Mange af disse reformer hjalp til at folk fra landsbyer kunne få undervisning og statens økonomi blomstrede. Problemerne kom da mange anarkistgrupper og socialist- og kommunistsyndikater blev mere radikale og syntes ikke at det var nok det regeringen kunne levere. Imens blev de højreorienterede stærkere da de samlede sig i en såkaldt "Spansk Konfederation af Uafhængige Højrepartier" som også blev mere radikal (falangerne og karlisterne sluttede sig til dem), men som også fik flere tilhængere takket være store dele af befolkningen som ikke brød sig om statens ureligiøshed. Terrorangreb blev begået af begge parter. I 1933 blev der valg. De højreorienterede vandt, og det betød at aflyse de fleste af de reformer den tidligere regering havde lavet. Problemerne blev kun forøget. Til sidst, i 1936, blev de spanske borgerne igen indkaldt til valg. Folkefrontpartiet vandt (med Manuel Azaña som Republik President), men det ville ikke være en lang regering.
Den 17 juli 1936 begyndte et oprør startet af tre generaler i Marokko; Francisco Franco, José Sanjurjo og Emilio Mola (som planlagde statskuppet). Store dele af hæren i Marokko slutter sig til dette oprør. Republikken tager det ikke alvorligt i starten og regner det for endnu et terrorangreb. Men den 19 juli er statskuppet en virkelighed, men uden den hurtige virkning som de nye "nationalister" havde ventet. Hæren havde i høj grad adlydt nationalisternes krigsråb og svigtet Republikken. Men ikke alle sammen. Galicien, Gamle Kastilien (undtagen Madrid, Republikkens hovedstad), Spansk Marokko, Spansk Sahara, Sevilla, Cordoba og Granada har sluttet sig til oprørerne, men resten forbliver republikansk. Ingen af parterne ville have en krig, men det så tydeligvis ud til at der måtte kæmpes i en djævelsk krig, som ville betyde den totale katastrofe for Spanien, og som borgerne i Spanien stadigvæk har livligt i tankerne. Mange borgerkrige var blevet kæmpet før, men denne ville opnå rangen af "Borgerkrigen".
Republikken havde ikke en stærk hær, eftersom der ikke var blevet brugt mange penge på oprustning i de sidste år (luftvåbenet var næsten forsvundet), og de fleste soldater var blevet sendt til Marokko. Alverdens stater skrev under på et "Ikke-Deltagelses-Traktat" hvor de efterlod den spanske lovligt valgte regering alene. Nazityskland og Italien hjalp alligevel nationalerne og mange radikale højreorienterede grupper sluttede sig også til dem (karlister, falangister...). Derfor begyndte, i modsætning til hvad alle de højreorienterede sluttede sig til, kommunister og anarkister at slutte sig til Republikken i militser, hvilket hjalp den sårede Republik meget. Derfor begyndte det at se ud som om at Republikken var "rød", hvilket den i virkeligheden ikke var, men flertallet af dem der kæmpede under republikkens flag var ekstremt venstreorienteret, og det blev fastslået med Sovjetunionens hjælp. Man må også udpege hjælpen Republikken fik fra de Internationale Brigader, frivillige udlændinge som støttede Republikken. Takket være dem kunne Madrid modstå op til tre angreb under en lang belejring.
Den 1 april 1939 marcherer nationalisterne ind i Madrid. Alfonso XIII havde støttet fascisterne fra starten af i håbet om at kunne få sin krone tilbage. Sådan blev det ikke. Selvom det var det mange af nationalisterne ville, stillede Franco op som statsfører, "El Generalísimo" eller "El Caudillo de España" (Spaniens fører) var hans kendetegn. Under Francisco Francos dømme ville Spanien gå under nogle af de mest sorte år i sin historie. Den Katolske Kirke fik igen en betydningsful plads. Det var et fascistisk diktatur og sulten og problemerne herskede. Meget få fik en acceptabel undervisning. Spanien fik ingen hjælp fra Marshallplanen og gik næsten baglæns i teknologi og innovation. Først da USA tilbød hjælp blev Spanien lidt mere åbent til verdenen, til gengæld skulle Spanien lade USA have militærbaser tværsover de spanske territorier, fra nordøst til sydvest.
Franco døde i 1975, hvilket dannede store demonstrationer for et demokratisk parlamentarisk system, men ingen vidste hvad der ville ske og frygten for en ny borgerkrig var stor. Diktatoren havde i sit testamente overladt landet til Alfonso XIII's sønnesøn, Juan. Han ville have regeret med dette navn, men til minde om hans far, som hed det samme men aldrig nåede at regere, bestemte han sig for hans første og andet navn, Juan Carlos I af Spanien. Juan Carlos har småproblemer med udtalen, en af grundene til at mange troede, at han bare ville være en marionet-konge under ledelsen af en diktator. Sådan blev det ikke, Juan Carlos viste sig at være en ægte demokrat, og man kan takke ham for at Spanien har opnået den grad af modernisering den har i dag. Han indkaldte til valg, hvor Adolfo Suárez blev valgt som statsminister. Juan Carlos har aktivt været med til, for eksempel, Spaniens medlemskab af EU, men har også vist sig at vide nøjagtigt, hvilken rolle han spiller i et moderne demokrati med monarki. Kongen af Spanien er hærchef. Det viste sig også at være meget praktisk, da kupforsøget af Fernando Tejero i 1981 fandt sted. Da alle parlamentsmedlemmerne var spærret inde af en del af "La Guardia Civil", og Tejero bad alle de spanske generaler om at gøre oprør og indtage alle de spanske byers gader, kom kongen straks i gang og satte i praktik hans titel som hærchef og bad generalerne om at huske deres løfte. Efter det satte han parlamentet under "belejring" og Tejero blev anholdt. Juan Carlos I's  søn hedder Felipe og regerer som Felipe 6. af Spanien.